# 檀健次
檀健次（1990年10月5日—），广西北海人，中国大陸男演员、男歌手，是男子组合MIC男团的成员。曾獲得桃李杯拉丁舞冠軍。

## 經歷

### 早期出道
1990年10月5日，檀健次出生于广西北海。
1997年，开始就读廣西壮族自治区北海市第三小学。
2003年，考入北京舞蹈学院附屬中學，學習拉丁舞专业还有个妹妹，妹妹与父母住在日本，父亲是海外教官之前有段时间在日本上过学一段时间。
2006年，在全国体育舞蹈锦标赛中获得专业16岁组拉丁舞冠军、摩登舞第五名的荣誉，并在世界IDSF大奖赛年度总决赛上海公开赛中荣登16岁组拉丁舞季军、摩登舞第四名。他亦获桃李杯全国拉丁舞大赛少年组冠军。同年，被太合麦田偶然发掘选中，作为训练生开始了为期四年的训练。
2007年，被保送入读北京体育大学体育舞蹈系。
2007年8月，被选中出演张一白导演新作《秘岸》男一号，这是他首次涉足表演领域。影片后于2009年在中国大陆公映。

### 组合经历
2009年，以MIC男团组合成员的身份参加咪咕明星学院，以艺名JC-T在2009年成都世界网络运动会（WCG）上首次以该身份亮相。
2010年3月26日，获得咪咕明星学院总决赛冠军。
2010年4月15日，MIC男团最新宣传曲《Poker Face》新歌首发（亚洲唯一的翻唱权）。
2010年10月20日，正式出道并发行首张EP《ROCK STAR》； 同日，MIC男团同名漫画随着漫画人物曝光，该漫画正式在知音漫客出刊。
2011年10月20日，首发第一张专辑的主打曲目《Get It Hot》。
2011年11月11日，推出第一张专辑《V》。
2012年1月12日，获得非常六加一年度最美声音冠军。
2012年3月，参加上海东方卫视舞林大会第三期的节目录制，于18日晚携舞蹈《天战》登台，与参赛明星一较舞技，并被评为舞林大会7年来最好的拉丁舞表演。
2012年4月22日，表演来舞蹈《黑与白》，与HIT-5进行网络PK胜出，晋级2012舞林大会总决赛。
2012年5月1日，于上海东方卫视舞林大会总决赛上以舞蹈《天外来客》荣获本年度舞林大会决赛的第四名。
2012年8月8日，数字专辑《色·color》无线音乐首发。
2012年12月28日，在北京工人体育馆举办第一场售票演唱会"X·Party"。
2014年12月30日，MIC男團宣布以“單飛”的形式活動。

### 个人经历
2007年8月，被选中出演张一白导演新作《秘岸》男一号，这是他首次涉足表演领域。影片后于2008年10月2日在香港上映，2009年在中国大陆公映。
2012年，主演青春偶像剧《将爱之因为爱情》，该剧于美国上映。
2014年8月14日，出演的《深爱食堂》播出 ，饰演小博；同年12月10日，发行首支个人音乐单曲《Fly Away》。
2015年，出演漫改网络爱情剧《男神执事团》、主演综艺古装剧《花样江湖》。5月，出演《小时代》音乐剧，饰演简溪。11月30日，与郑合惠子搭档的创意星座播报栏目《星闻天下》播出。
2016年3月，领衔主演古装剧《大军师司马懿之军师联盟》及其续集《虎啸龙吟》，饰演聪慧绝顶却野心勃勃的司马懿的次子司马昭 。5月27日，主演的电影《网游之梦回诸仙》播出，饰演郭笑丹。8月4日，主演的古装魔幻网络电影《天师伏魔·弑魂》上线，饰演高级天师高远。11月4日，主演的恐怖电影《恐怖笔记》上线，饰演邹衍。11月17日，主演的民国魔幻电影《天师伏魔之重生》上线，饰演高远。
2017年4月12日，主演的民国魔幻电影《魔王重生》播出，饰演高远。9月2日，参加《跨界喜剧王》第二季播出。10月，主演现代都市电视剧《原来你还在这里》，饰演周子翼，该剧于2018年11月6日播出。  
2018年3月27日，主演的三国题材权谋古装剧《三国机密之潜龙在渊》上线，他第二次演绎三国题材电视剧，在剧中饰演曹操之子曹丕。3月30日，参加《2018年优酷YC盛典》。6月27日，为网络剧《同学两亿岁》演唱插曲《最想保存的回忆》、《Do you know me》。7月1日，参加综艺《天天向上》播出。10月20日，参加浙江卫视综艺节目《我就是演员》，首轮搭档孙坚、范湉湉、江铠同、房子斌、张萌挑战《北京爱情故事》，获得导师和观众的认可，成功进入A通道；11月3日，搭档刘欢、张钧甯、王茂蕾挑战《绣春刀2》，凭借对信王一角的精彩演绎成功加入徐铮战队；24日，搭档张钧甯、经超，挑战作品《步步惊心》。12月30日，参加《浙江卫视领跑2019演唱会》。
2019年3月2日，参加《快乐大本营》播出。6月13日，主演的都市家庭剧《带着爸爸去留学》播出，饰演陈凯文。9月20日，参加原创青春燃动竞技秀节目《头号大玩家》。11月1日，参加《演员请就位第一季》播出。12月21日，参加《快乐大本营》播出；12月31日，主演的宠物情感电影《宠爱》上映，饰演暗恋邻居的电视台工作人员罗华。
2020年3月20日，与黄晓明、尹正、佘诗曼共同主演的民国剧《鬓边不是海棠红》播出，饰演商细蕊的好友名角陈纫香。3月28日，参加的音乐节目《天赐的声音》播出。5月30日，参加《快乐大本营》播出。5月及7月，参加的大型喜剧创演艺能秀节目《笑起来真好看》播出，获得“头号玩家”称号。7月，以挑战嘉宾的身份参加的音乐真人秀《跨界歌王第五季》播出。7月2日，主演的古代传奇剧《烽火流金》宣布主创阵容并开机，在剧中饰演男主之一的大将军顾昀。11月16日，主演的都市情感剧《爱的厘米》播出，在剧中饰演关震雷。11月23日，领衔主演的古装爱情剧《今夕何夕》播出，饰演庞钰,并为该剧演唱插曲《如果你也在想我》。12月5日，参加的优酷、东方卫视混龄男团竞演真人秀《追光吧！哥哥》首播；随后录制《2020国剧盛典》。
2021年2月10日，参加东方卫视《新春潮乐会》，以及《“笑赢这一年”2021（优酷&浙江卫视）喜剧春晚》。2月12日，参加的《2021年北京广播电视台春节联欢晚会》播出。2月19日，参加东方卫视综艺《接招吧！前辈》。2月26日，参加《2021湖南卫视元宵喜乐会》。2月27日，参加浙江卫视真人秀《念念桃花源》；同日，在《追光吧！哥哥》总决赛中成团，并获得了“年度追光之星”称号。4月15日，领衔主演的古装轻喜剧《骊歌行》播出，饰演周王。7月10日，参加《快乐大本营》播出；7月30日，友情出演的家庭情景喜剧《一宅家族》播出，饰演健次郎。8月27日至9月24日，作为嘉宾参与的《中餐厅第五季》第5-9期节目播出。9月21日，参加东方卫视《朤月东方——中秋梦幻夜》。12月31日，参加《启航2022——中央广播电视总台跨年晚会》；随后，参加《梦圆东方·2022东方卫视跨年盛典》，演唱歌曲《在美好的新时代 共同出发》；同日，参加《2022迎冬奥BRTV环球跨年冰雪盛典》，与巩立姣共同演唱歌曲《勇气》，与何昶希、闪耀之名组合带来唱跳舞台《面罩》《梦不落雨林》。
2022年1月21日，参与爱奇艺《超有趣滑雪大会》。1月30日，参加总台文艺迎春节特别节目《生龙活虎迎春来》。2月1日，参加《2022年东方卫视春节联欢晚会》。2月19日，参加优酷和北京卫视联合播出的节目《飘雪的日子来看你》。3月6日，领衔主演的罪案推理剧《猎罪图鉴》播出，饰演刑侦画像师沈翊。同年，加盟《天赐的声音第三季》。5月1日，参加《中国梦·劳动美——2022五一国际劳动节“心连心”特别节目》，和王晰、马佳合唱歌曲《如愿》。5月2日至4日，参加中央广播电视总台推出的新媒体特别节目《UP青春》。5月4日，参加央视《奋斗的青春——2022年五四青年节特别节目》，参与短片表演《唐诗之路》。5月18日，官宣加盟《你好，星期六》，将与何炅搭档担任“好6团”的成员。5月31日，演唱的《地球战士》上线，以郑能量为原型讲述中国人的故事。6月3日，配音的《最in是端午》节目在CCTV3播出。6月27日晚，参加庆祝香港回归25周年云歌会《我们的紫荆花》直播活动。6月28日，参加的庆祝香港回归25周年特别策划主题节目《星耀香江扬帆起航》官宣。7月19日，参加综艺《是很熟的味道呀》播出。8月17日，演唱的动画电影《新神榜：杨戬》主题推广曲《灯火千万》发行。8月28日，以“沸腾辅导员”身份加盟的《沸腾校园》播出。9月10日，参加《2022年中央广播电视总台中秋晚会》，参演歌曲《孤独颂歌》。9月11日，与荣梓杉主演的网络安全题材网剧《你安全吗？》播出。11月29日，参加《微博视界大会·微光盛典》。12月31日，加盟《2022-2023湖南卫视跨年晚会》，演唱歌曲《IMMA GET IT》。
2023年1月14日，檀健次加盟《老铁联欢晚会》。2月1日，发行个人音乐单曲《路过，人间烟火》。3月，加盟《2022微博之夜》。3月10日，参加综艺《我们的客栈》。4月20日，在播出的《声生不息·宝岛季》中参与演唱歌曲《那么爱你为什么》；同日，发行个人首张音乐专辑《DREAMS》。5月1日，参加的《中国梦·劳动美——2023五一国际劳动节“心连心”特别节目》播出，演唱歌曲《追逐光芒》。6月19日，领衔主演的电视剧《猎罪图鉴2》正式启动，并发布预告片；同日，领衔主演的电视剧《爱情有烟火》阵容官宣。7月24日，特别主演的爱情奇幻古装剧《长相思》播出，在该剧中饰演九头妖“相柳”一角；并为该剧演唱主题曲《等不到的等待》、推广曲《偏爱人间烟火》。8月28日，参加《娱乐6翻天》直播节目。9月27日，加盟《腾讯亚运报道星运电台·亚运季》担任助威官；9月29日，参与演出的《2023年中央广播电视总台中秋晚会》播出，演唱歌曲《漫步人生路》。10月28日，参加2023王者荣耀共创之夜，表演节目《此身》、《守卫高地》。11月30日，领衔主演的电视剧《很想很想你》播出；同日，为该剧演唱的插曲《与君归》《万古催沙》《声声》《朝夕》《百年梦去》《名士曲四首》上线。12月5日，参加的《2023微博视界大会》播出。12月7日，领衔主演的电视剧《滤镜》开机。12月17日，参加腾讯视频星光大赏。12月31日，参加《2023-2024湖南卫视芒果TV跨年晚会》，表演节目《等不到的等待》《蒙娜丽莎》。
2024年1月13日，参加2023微博之夜。2024年2月3日，参与演出的《同心向未来——2024中国网络视听年度盛典》播出，演唱歌曲《路过，人间烟火》；2月9日，参演《2024年中央广播电视总台春节联欢晚会》，与黄绮珊等人表演流行劲曲串烧。2月10日，参加《百花迎春——中国文学艺术界2024春节大联欢》，表演节目《同路人》。3月8日，主演的爱情片《被我弄丢的你》上映。6月12日，个人专辑《焕》上线；6月24日，参加的节目《2024腾讯视频鹅剧派对》播出；6月26日，官宣首次个人巡回演唱会《多见一次》。7月8日，与杨紫、张晚意合作主演的古装剧《长相思第二季》播出。8月23日，领衔主演的古装轻喜剧《四方馆》开播。参加《你好，星期六》分别于8月3-4日 、17-18日 、24-25日 、31日 以及9月1日播出。9月8日，参加的节目《酸甜之夜》播出，表演节目《每到周末我要离开地球》《酸酸甜甜真的我》。10月，参加VOGUE盛典。11月5日，参加2024微博视界大会；11月10日，参加的《天猫双11疯狂好六夜》播出，表演节目《金风玉露》；11月13日，与朱哲琴合作歌曲《不要回答》发行 。12月7日，为短剧《猎罪图鉴2》演唱的片尾曲《画像》《和光同往》发布；12月10日，主演的刑侦剧《猎罪图鉴2》播出；12月28日，参加《2024抖音美好惊喜夜》，表演节目《霓虹甜心》《IMMA GET IT》；12月31日，参加《梦圆东方·2025东方卫视跨年盛典》，演唱歌曲《炙暗时刻》和《美丽的孤独》。
2025年1月参加《你好，星期六》分别于4-5日 、12日播出；11日，参加2024微博之夜；1月25日，参加快手蛇年群星晚会《快手星年夜》；1月29日，参加《2025年北京广播电视台春节联欢晚会》演唱《每到周末我要离开地球》。2月6日，参演电影《震耳欲聋》开机；2月参加的《你好，星期六》分别于1-3日（三周年“3Q盛典”），以及8-9日 、15日 、25日 播出；2月20参加深圳卫视“金树林·绽放之夜”首届中国电视剧制作产业大会年度盛典盛，获得“年度最受欢迎男演员”；2月21日，演唱的电视剧《滤镜》片尾曲《羊驼之歌》上线；2月24日，领衔主演的电视剧《滤镜》播出；2月26日，演唱的电视剧《滤镜》主题曲《好好告别》上线。3月3日，演唱的《滤镜》片尾曲《傲慢与偏见》上线 。3月8日，参加《QQ音乐超级巅峰之夜》表演节目《烧掉》《炙暗时刻》《蒙娜丽莎》，并获得「QQ音乐巅峰人气男歌手」&「QQ音乐巅峰全能艺人」荣誉。4月7日，参加由中国电视艺术委员会主办的《滤镜》研讨会。4月18日，出席第十五届北京国际电影节，并担任评委。5月2-4日，参加《你好，星期六》播出。；5月21日，参加的《AI焕燃之夜》在北京卫视播出，并与林依轮等表演节目《“有点东西”开插啦!》。6月14日，参加QQ音乐“我们的毕业歌”歌会。

## 影視作品

### 電影
| 年份   | 片名               | 飾演     | 備註   |
| 2007年 | 《秘岸》           | 小川     |        |
| 2009年 | 《盗版猫》         | 嘻哈一族 |        |
| 2016年 | 《网游之梦回诸仙》 | 郭笑丹   |        |
| 2016年 | 《恐怖笔记》       | 邹衍     |        |
| 2016年 | 《天师伏魔2弑魂》  | 高远     |        |
| 2016年 | 《天师伏魔3重生》  | 高远     |        |
| 2019年 | 《宠爱》           | 羅華     |        |
| 2024年 | 《被我弄丟的你》   | 白晓宇   |        |
| 2025年 | 《震耳欲聾》       | 李淇     | 未上映 |

### 電視劇/網路劇
| 首播年份 | 劇名                           | 飾演          | 備註       |
| 2014年   | 《深爱食堂》                   | 小博          |            |
| 2015年   | 《花样江湖》                   | 檀健次        | 网剧       |
| 2015年   | 《男神执事团》                 | 花生酥        | 网剧       |
| 2015年   | 《龍門鏢局之為2歸來》          | 令狐顯揚      | 客串       |
| 2017年   | 《大军师司马懿之軍師聯盟》     | 司马昭        |            |
| 2017年   | 《大军师司马懿之虎嘯龍吟》     | 司马昭        |            |
| 2018年   | 《三國機密之潛龍在淵》         | 曹丕          |            |
| 2018年   | 《原来你还在这里》             | 周子翼        |            |
| 2019年   | 《带着爸爸去留学》             | 陈凯文        |            |
| 2020年   | 《无心法师III》                | 猴妖          | 网剧       |
| 2020年   | 《鬓边不是海棠红》             | 陈纫香        |            |
| 2020年   | 《爱的厘米》                   | 关震雷        |            |
| 2020年   | 《今夕何夕》                   | 龐鈺          | 网剧       |
| 2021年   | 《骊歌行》                     | 周王          |            |
| 2021年   | 《一宅家族》                   | 健次郎        | 客串，网剧 |
| 2022年   | 《将爱之因为爱情》             | 史一郎        | 2011年拍攝 |
| 2022年   | 《猎罪图鉴》                   | 沈翊          | 网剧       |
| 2022年   | 《你安全吗？》                 | 秦淮          | 网剧       |
| 2023年   | 《長相思 第一季》              | 相柳/防風邶   | 网剧       |
| 2023年   | 《很想很想你》                 | 莫青成/錆青磁 |            |
| 2024年   | 《長相思 第二季》              | 相柳/防風邶   | 网剧       |
| 2024年   | 《四方馆》                     | 元莫          | 网剧       |
| 2024年   | 《猎罪图鉴2》                  | 沈翊          | 网剧       |
| 2025年   | 《滤镜》                       | 唐奇          | 网剧       |
| 待播     | 《烽火流金》（原名《殺破狼》） | 顧昀          |            |
| 待播     | 《爱情有烟火》                 | 李亦非        |            |

### MV
| 年份   | 名稱                          | 飾演   |
| 2012年 | 《90后青春手写体-爱的时光机》 |        |
| 2013年 | 《风起来的时光》周子琰        | 男主角 |

### 微電影
| 年份   | 名稱             | 飾演 |
| 2016年 | 《追星星的少女》 | 冬雨 |

### 音樂劇
| 年份   | 劇名       | 飾演 |
| 2015年 | 《小时代》 | 简溪 |

## 音乐作品

### 個人专辑
| 年份   | 發行日期 | 专辑名     | 發行公司 | 曲目 |
| 2023年 | 4月20日  | 《DREAMS》 | 柚汁音乐 | 曲目 1. Intro: Dream Away 2. 着迷 3. 一念无明 4. 梦境 5. IMMA GET IT 6. 枷锁 7. 路过，人间烟火 8. IMMA GET IT (KAKA Remix) 9. Outro: Back to Reality 10. 着迷 (伴奏) 11. 一念无明（伴奏） 12. 梦境（伴奏） 13. IMMA GET IT（伴奏） 14. 枷锁（伴奏） 15. 路过，人间烟火（伴奏） 16. IMMA GET IT (KAKA Remix |
| 2024年 | 6月12日  | 《焕》     |          | 曲目 1. 蒙娜丽莎 2. 炙暗时刻 3. INU 4. 烧掉 5. 美丽的孤独 6. 那些荧火 7. 一把烟花放完 8. 每到周末我要离开地球 |

### 单曲
| 年份        | 日期                      | 曲名                      | 備註 |
| 2010-2016年 | 条目： MIC男团 § 发行单曲 | 条目： MIC男团 § 发行单曲 | 条目： MIC男团 § 发行单曲 |
| 2018年      | 6月27日                   | 最想保存的回忆            | 网络剧《同学两亿岁》人物曲 |
| 2018年      | 6月27日                   | Do you know me            | 网络剧《同学两亿岁》印象宣传曲 |
| 2019年      | 12月21日                  | 寵愛                      | 電影《寵愛》同名主題曲 |
| 2020年      | 11月24日                  | 如果你也在想我            | 電視劇《今夕何夕》插曲 |
| 2022年      | 3月7日                    | 猎罪图鉴                  | 电视剧《猎罪图鉴》同名主题曲 |
| 2022年      | 5月7日                    | 不二女神                  | 母親節原創歌曲 ，與李慧珍合唱 |
| 2022年      | 5月31日                   | 地球戰士                  | 《中國人的故事 唱給你聽》單曲。翻唱自《數碼寶貝大冒險02》日本原版主題曲《》（和田光司原唱）和台灣版國語主題曲《地球戰士》（劉德華翻唱，收錄於專輯《夏日Fiesta》） |
| 2022年      | 8月16日                   | 燈火千萬                  | 電影《新神榜:楊戩》主題推廣曲 |
| 2022年      | 9月9日                    | 粉筆                      | 教師節單曲 |
| 2022年      | 9月10日                   | I Got You                 | 电视剧《你安全嗎》主题曲 |
| 2023年      | 7月27日                   | 偏爱人间烟火              | 电视剧《长相思》推广曲，與杨紫合唱 |
| 2023年      | 8月9日                    | 等不到的等待              | 电视剧《长相思》相柳主题曲 |
| 2023年      | 11月                      | 与君归                    | 电视剧《很想很想你》情感主题曲，与不才合唱 |
| 2023年      | 11月                      | 万骨催沙                  | 电视剧《很想很想你 》锖青磁个人主题曲 |
| 2023年      | 11月                      | 朝夕                      | 电视剧《很想很想你》影视剧情定曲 |
| 2023年      | 12月                      | 声声                      | 电视剧《很想很想你》影视剧限定告白曲 |
| 2023年      | 12月                      | 百年梦去                  | 电视剧《很想很想你》影视剧赴梦告别曲 |
| 2023年      | 12月                      | 名士曲四首                | 电视剧《很想很想你》影视剧国士无双群像曲，与弦子，李常超（Lao 乾妈）合唱                                                                                          |
| 2024年      | 1月                       | 蒙娜麗莎                  | 第二張個人專輯先行曲 |
| 2024年      | 7月                       | 桃花血                    | 電視劇《長相思2》插曲 |
| 2024年      | 8月18日                   | 酸酸甜甜真的我            | 蒙牛酸酸乳全新品牌主题曲 |
| 2024年      | 11月13日                  | 不要回答                  | 三體音樂專輯，與朱哲琴合唱 |
| 2024年      | 12月7日                   | 畫像                      | 電視劇《猎罪图鉴2》片尾曲 |
| 2024年      | 12月13日                  | 和光同往                  | 電視劇《猎罪图鉴2》片尾曲 |
| 2025年      | 2月21日                   | 羊駝之歌                  | 電視劇《濾鏡》片尾曲 |
| 2025年      | 2月26日                   | 好好告別                  | 電視劇《濾鏡》主題曲 |
| 2025年      | 3月3日                    | 傲慢與偏見                | 電視劇《濾鏡》片尾曲 |

## 演唱会
| 演唱会名称                              | 場次 | 日期            | 城市 | 場地                           | 備註 |
| 2024年 檀健次「多见一次」个人巡回演唱会 | 1    | 2024年 8月17日  | 上海 | 梅賽德斯-奔馳文化中心          | 歌單曲目 1. 一念無明 2. 炙暗時刻 3. IMMA GET IT 4. 美麗的孤獨 5. 夢境 6. 獵罪圖鑑+燈火千萬 7. 偏愛人間煙火 8. 等不到的等待 9. 一把煙花放完 10. I Got You 11. 著迷 12. 每到周末我要離開地球 13. 謝謝儂 14. 害怕 15. 需要人陪 16. 初戀 17. 等你的回答 18. 燒掉 19. INU 20. 那些螢火 21. 猴籠 22. 蒙娜麗莎                                                                                     |
| 2024年 檀健次「多见一次」个人巡回演唱会 | 2    | 2024年 8月31日  | 北京 | 華熙LIVE·五棵松                | 歌單曲目 1. 一念無明 2. 炙暗時刻 3. IMMA GET IT 4. 美麗的孤獨 5. 夢境 6. 獵罪圖鑑+燈火千萬 7. 偏愛人間煙火 8. 等不到的等待 9. 一把煙花放完 10. I Got You 11. 著迷 12. 每到周末我要離開地球 13. 雲與海 14. 水星記 15. 蝴蝶 16. 初戀 17. 忘記擁抱 18. 燒掉 19. INU 20. 那些螢火 21. 猴籠 22. 蒙娜麗莎                                                                                         |
| 2024年 檀健次「多见一次」个人巡回演唱会 | 3    | 2024年 10月5日  | 南京 | 南京青奥体育公园体育馆         | 歌單曲目 1. 一念無明 2. 炙暗時刻 3. IMMA GET IT 4. 美麗的孤獨 5. 枷鎖 6. 夢境 7. 獵罪圖鑑+燈火千萬 8. 朝夕 9. 偏愛人間煙火 10. 等不到的等待 11. 一把煙花放完 12. I Got You 13. 著迷 14. 每到周末我要離開地球 15. 酸酸甜甜真的我 16. 心動 17. 分分鐘需要你 18. 霓虹甜心 19. 干杯 20. 莫欺少年窮（九連真人合唱） 21. 北風（九連真人獨唱） 22. 猴籠 23. 蒙娜麗莎 24. 燒掉 25. INU 26. 那些螢火 |
| 2024年 檀健次「多见一次」个人巡回演唱会 | 4    | 2024年 11月16日 | 成都 | 成都东安湖体育公园多功能体育馆 | 歌單曲目 1. 一念無明 2. 炙暗時刻 3. IMMA GET IT 4. 美麗的孤獨 5. 枷鎖 6. 夢境 7. 獵罪圖鑑+燈火千萬 8. 百年夢去 9. 偏愛人間煙火 10. 等不到的等待 11. 一把煙花放完 12. I Got You 13. 著迷 14. 每到周末我要離開地球 15. 孤獨患者 16. 分分鐘需要你 17. 霓虹甜心 18. I LOVE YOU 3000 19. Lover Boy 88 20. 燒掉 21. INU 22. 那些螢火 23. 猴籠 24. 蒙娜麗莎                                        |
| 2024年 檀健次「多见一次」个人巡回演唱会 | 5    | 2024年 12月7日  | 深圳 | 深圳體育中心體育館             | 歌單曲目 1. 炙暗時刻 2. IMMA GET IT(Remix版) 3. 處處吻 4. 美麗的孤獨 5. 枷鎖 6. 夢境 7. 獵罪圖鑑+燈火千萬 8. 偏愛人間煙火 9. 等不到的等待 10. 一把煙花放完 11. I Got You 12. 著迷 13. 每到周末我要離開地球 14. 獨家記憶 15. 一格格 16. 陀飛輪 17. 夕陽醉了 18. 當年情 19. 燒掉 20. 畫像 21. INU 22. 那些螢火 23. 猴籠 24. 蒙娜麗莎 25. 一念無明 26. 講不出再見(安可曲)                      |

## 綜藝節目

### 固定綜藝節目
| 年份   | 播出日期 | 頻道          | 節目                    | 備註                                                                   |
| 2018年 | 10月20日 | 浙江衛視      | 《我就是演員》          | 第7期 表演《北京愛情故事》片段                                         |
| 2018年 | 11月3日  | 浙江衛視      | 《我就是演員》          | 第9期 表演《繡春刀2》片段                                              |
| 2018年 | 11月24日 | 浙江衛視      | 《我就是演員》          | 第11期 表演《步步驚心》片段                                            |
| 2019年 | 11月1日  | 腾讯视频      | 《演员请就位 (第一季)》 | 第4期 助演《畫皮》片段                                                 |
| 2020年 | 3月28日  | 浙江卫视      | 《天賜的聲音》          | 第5期與王霏霏合作《處處吻》，與張韶涵合作《光之翼》                    |
| 2020年 | 5月29日  | 湖南卫视      | 《笑起來真好看》        | 第4期表演「兄弟連」                                                    |
| 2020年 | 7月4日   | 北京衞視      | 《跨界歌王 (第五季)》   | 第1期 演唱歌曲《火》、《大藝術家》，登上歌王寶座                       |
| 2020年 | 7月10日  | 湖南卫视      | 《笑起來真好看》        | 第10期表演「無謊之日」                                                 |
| 2020年 | 7月11日  | 北京衞視      | 《跨界歌王 (第五季)》   | 第2期 演唱歌曲《微微》，守住歌王寶座                                   |
| 2020年 | 7月24日  | 湖南卫视      | 《笑起來真好看》        | 第12期表演「刪除記憶」，決賽勝出獲得頭號玩家稱號。                     |
| 2020年 | 12月12日 | 東方卫视 优酷 | 《追光吧！哥哥》        | 初舞台考核《猴笼》                                                     |
| 2020年 | 12月26日 | 東方卫视 优酷 | 《追光吧！哥哥》        | 第一次公演舞台《第一天》烧饼/苏醒/檀健次                               |
| 2021年 | 1月2日   | 東方卫视 优酷 | 《追光吧！哥哥》        | 第二次公演舞台《竹林深处》陈晓东/丁泽仁/付辛博/李汶翰/檀健次           |
| 2021年 | 1月2日   | 東方卫视 优酷 | 《追光吧！哥哥》        | 第二次公演隊長個人秀《从前慢》及拉丁舞表演                             |
| 2021年 | 1月16日  | 東方卫视 优酷 | 《追光吧！哥哥》        | 第三次公演舞台《无名之辈》符龙飞/明道/苏醒/檀健次/汪东城/印小天        |
| 2021年 | 2月6日   | 東方卫视 优酷 | 《追光吧！哥哥》        | 第四次公演舞台《倩女幽魂》丁泽仁/符龙飞/李泽锋/檀健次/伍嘉成/印小天    |
| 2021年 | 2月13日  | 東方卫视 优酷 | 《追光吧！哥哥》        | 第四次公演雙人舞台《瓷》符龙飞/檀健次                                  |
| 2021年 | 2月20日  | 東方卫视 优酷 | 《追光吧！哥哥》        | 總決選七人舞台《光荣》丁泽仁/符龙飞/李泽锋/檀健次/伍嘉成/肖顺尧/印小天 |
| 2021年 | 2月27日  | 東方卫视 优酷 | 《追光吧！哥哥》        | 總決選《路…一直都在》、年度追光之星《猴笼》                            |
| 2021年 | 8月27日  | 湖南卫视      | 《中餐廳5》             | 桂林站常駐嘉賓                                                         |
| 2022年 | 1月21日  | 江苏卫视      | 《超有趣滑雪大會》      | 第2期-第4期 "超有趣夥伴"                                               |
| 2022年 | 4月8日   | 浙江卫视      | 《天賜的聲音 (第三季)》 | 第4期與孟佳演唱「眉飛色舞」，與張韶涵演唱「醜人多作怪」                |
| 2022年 | 4月30日  | 湖南卫视      | 《你好，星期六》        | 好六團成員                                                             |
| 2022年 | 7月19日  | 腾讯视频      | 《是很熟的味道呀》      | "铁瓷兄弟"檀健次、符龙飞                                               |
| 2022年 | 8月28日  | 腾讯视频      | 《沸騰校園》            | 第1期 随机舞蹈《Panty Droppin》                                        |
| 2022年 | 9月11日  | 腾讯视频      | 《沸騰校園》            | 第3期 導師大秀《平行》                                                 |
| 2023年 | 3月17日  | 浙江卫视      | 《我們的客棧》          | 第9期，第10期                                                          |
| 2023年 | 4月20日  | 湖南卫视      | 《聲生不息·寶島季》     | 第6集 與韋禮安、于文文合唱《那麼愛你為什麼》                           |
| 2023年 | 4月21日  | 湖南卫视      | 《聲生不息·音樂派對》   | 第5期 初次演唱《一念無明》                                             |

## 表演舞臺
| 年份          | 播出日期                  | 節目                                       | 備註                                                                                            |
| 2010年-2015年 | 条目： MIC男团 § 大型晚会 | 条目： MIC男团 § 大型晚会                  | 条目： MIC男团 § 大型晚会                                                                       |
| 2018年        | 12月9日                   | 《2018電影之夜》                           | 演唱《Fly away》                                                                                |
| 2018年        | 12月30日                  | 《浙江衛視領跑2019演唱會》                 | 與蘇青演唱《一生有意義》                                                                        |
| 2020年        | 1月17日                   | 《2020電視文藝先鋒榜》                     | 演唱《我奮鬥我幸福》                                                                            |
| 2020年        | 9月9日                    | 《2020江蘇衛視99划算夜》                   | 與景甜演唱《Mojito》                                                                            |
| 2020年        | 11月25日                  | 《第33屆中國電影金雞獎》開幕式             | 演唱《山那邊》                                                                                  |
| 2020年        | 11月10日                  | 《蘇寧易購11.11超級秀》                    | 與張紫寧演唱《Senorita》                                                                        |
| 2020年        | 12月31日                  | 《夢圓東方2021東方衛視跨年盛典》           | 與符龍飛、丁泽仁、付辛博、胡夏、李汶翰、陳志朋 、李泽锋、蘇醒、印小天演唱《那些年我們追過的歌》 |
| 2021年        | 2月10日                   | 東方衞視《新春潮樂會》                     | 與張萌、符龍飛合作演唱歌曲《路燈下的小姑娘》                                                    |
| 2021年        | 2021年2月10日             | 浙江衞視《喜劇春晚》                       | 與金靖、黄圣依、潘斌龙合作表演小品《同學聚會》 演唱《向快樂出發》                               |
| 2021年        | 2月12日                   | 《2021北京台春晚》                         | 與符龍飛、王琳凱、何昶希演唱《春天我們在一起》                                                  |
| 2021年        | 2月26日                   | 湖南衞視《元宵喜樂會》                     | 與符龍飛、張紫寧、乃萬演唱《五彩元宵》                                                          |
| 2021年        | 3月13日                   | 《2021電視劇品質盛典》                     | 與李一桐演唱《快樂崇拜》                                                                        |
| 2021年        | 9月21日                   | 《2021東方衛視中秋夢幻夜》                 | 與楊凱、肖杰、馬曉龍、胡浩亮、史健凱表演《月燃紙上》                                            |
| 2021年        | 9月21日                   | 《第11屆北京國際電影節》開幕式             | 與黃聖依、韩东君合唱《月光》                                                                    |
| 2021年        | 11月10日                  | 《2021湖南衛視11.11超拼夜》                | 與李一桐演唱《QQ愛》' 與李一桐、符龍飛、宋妍霏演唱《可不可以給我你的微信》                      |
| 2021年        | 12月31日                  | 中央廣播電視台《啓航2022》                 | 與王嘉爾、尤長靖演唱《青春躍起來》                                                              |
| 2021年        | 12月31日                  | 北京衛視《2022迎冬奧BRTV環球跨年冰雪盛典》 | 與鞏立姣演唱《勇氣》 與何昶希演唱《面罩》 與何昶希、NAME女團演唱《夢不落雨林》                  |
| 2021年        | 12月31日                  | 《夢圓東方2022東方衛視跨年盛典》           | 與李汶翰演唱《舞力全開》 演唱《猴籠》                                                           |
| 2022年        | 1月15日                   | 《2021我要上春晚》                         | 演唱《今兒個真高興》                                                                            |
| 2022年        | 1月30日                   | 央視《生龍活虎迎春來》                     | 演唱《恭喜發財》                                                                                |
| 2022年        | 1月31日                   | 央视《Young在春晚》                        | 與朱正廷、劉迦演唱《最好的舞台》                                                                |
| 2022年        | 2月1日                    | 《2022東方衛視春晚》                       | 與喬衫、黃齡、郑棋元、姜梓新演唱音樂小品《觸摸到愛》                                            |
| 2022年        | 5月1日                    | 央視《五一晚會》                           | 與王晰、馬佳演唱《如願》                                                                        |
| 2022年        | 5月4日                    | 央視《五四晚會》                           | 表演《唐詩之路》                                                                                |
| 2022年        | 5月20日                   | 《哼!人生就要美夢一場》演唱會              | 嘉賓 與符龍飛 演唱《天各一方》、《做》                                                          |
| 2022年        | 6月3日                    | 央視《最憶是端午》                         | 配音《端午萌團》一人分飾五角                                                                    |
| 2022年        | 6月27日                   | 《我們的紫荊花雲歌會》                     | 演唱《單車》                                                                                    |
| 2022年        | 9月10日                   | 《2022央視中秋晚會》                       | 與毛曉彤演唱《孤獨頌歌》                                                                        |
| 2022年        | 12月31日                  | 《湖南卫视2022-2023跨年晚会》              | 跨年首唱《IMMA GET IT》                                                                         |
| 2023年        | 8月22日                   | 《鹊梦千年—2023抖音七夕歌会》              | 演唱《等不到的等待》、《着迷》舞台首秀                                                          |
| 2023年        | 10月15日                  | 2023抖音美好奇妙夜                         | 演唱《IMMA GET IT》                                                                             |
| 2023年        | 10月28日                  | 王者荣耀2023共创之夜                       | 演唱《此身》 舞蹈表演《守卫高地》                                                               |
| 2023年        | 12月5日                   | 2023微博视界大会                           | 演唱《一念無明》                                                                                |
| 2023年        | 12月31日                  | 《湖南卫视2023-2024跨年晚会》              | 演唱《等不到的等待》、《蒙娜麗莎》初舞台                                                        |
| 2024年        | 12月28日                  | 2024抖音美好奇妙夜                         | 演唱《霓虹甜心》《IMMA GET IT》                                                                 |
| 2024年        | 12月31日                  | 《东方卫視2024-2025跨年晚會》              | 演唱《炙暗時刻》、《美麗的孤獨》                                                                |
| 2025年        | 3月8日                    | QQ音乐超级巅峰之夜                         | 演唱《烧掉》《炙暗时刻》《蒙娜丽莎》                                                            |

## 獎項

### 影視
| 年度 | 頒獎典禮                           | 獎項                    | 作品                 | 結果 | 参考    |
| 2020 | 第7届“中国电视好演员奖”            | 绿组男演员              | 不適用               | 提名 | [ 167 ] |
| 2021 | 2020國劇盛典                       | 年度青春演繹風格男演員  | 不適用               | 獲獎 | [ 168 ] |
| 2021 | 2021電視劇品質盛典                 | 品質新人                | 不適用               | 獲獎 | [ 168 ] |
| 2021 | 費加羅美妝盛典                     | 人氣先鋒演員            | 不適用               | 獲獎 | [ 168 ] |
| 2022 | 微博視界大會                       | 年度期待演員            | 不適用               | 獲獎 |         |
| 2022 | 第27屆亚洲电视大奖                 | 最佳男主角(數位)        | 《獵罪圖鑒》         | 提名 |         |
| 2023 | 第36屆華鼎獎                       | 华语剧集最佳男主角      | 《你安全吗？》       | 提名 |         |
| 2023 | 腾讯视频2023年星光大赏             | 年度全能艺人            | 不適用               | 獲獎 | [ 169 ] |
| 2023 | 腾讯视频2023年星光大赏             | 星光闪耀年度VIP之星     | 不適用               | 獲獎 | [ 170 ] |
| 2023 | 2023微博视界大会                   | 年度號召力演員          | 不適用               | 獲獎 | [ 171 ] |
| 2024 | 第28屆亞洲電視大獎                 | 最佳男主角(數位)        | 《你安全嗎？》       | 獲獎 | [ 172 ] |
| 2024 | 第15届澳门国际电视节金莲花奖       | 最佳男主角              | 《四方馆》           | 提名 | [ 173 ] |
| 2024 | 2024微博视界大会                   | 年度推荐·观众喜爱荣耀   | 《长相思第二季》相柳 | 獲獎 | [ 174 ] |
| 2024 | 2024微博视界大会                   | 大学生年度推荐·影视角色 | 《长相思第二季》相柳 | 獲獎 | [ 175 ] |
| 2024 | 2023微博之夜                       | 年度瞩目演员            | 不適用               | 獲獎 | [ 176 ] |
| 2025 | 首届中国电视剧制作产业大会年度盛典 | 年度最受欢迎男演员      | 《獵罪圖鑒2》        | 獲獎 | [ 177 ] |
| 2025 | 2024微博之夜                       | 年度号召力演员          | 不適用               | 獲獎 | [ 178 ] |

### 音樂
| 年份          | 颁奖典礼                  | 奖项                                                                                 |
| 2010年-2014年 | 条目： MIC男团 § 主要奖项 | 条目： MIC男团 § 主要奖项                                                            |
| 2020年        | 费加罗美妆盛典            | 悦动潮流奖                                                                           |
| 2025年        | QQ音乐巅峰盛典            | QQ音乐巅峰人气男歌手 QQ音乐巅峰全能艺人 QQ音乐超级会员十大巅峰华语单曲：《蒙娜丽莎》 |